# Valentín Volóshinov

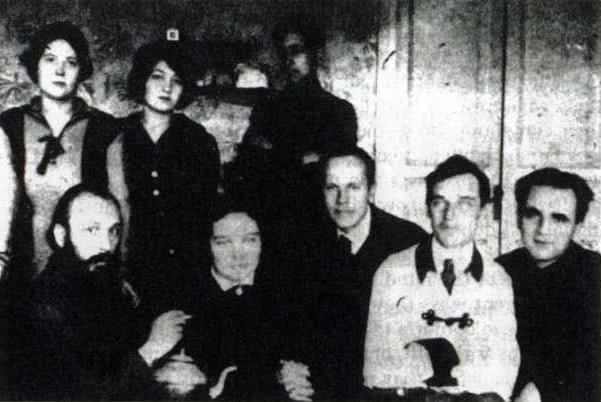
Círculo de Bajtín. Sentados, de izquierda a derecha: Mijail Bajtín, Mariya Yúdina, Valentín Volóshinov, Lev Pumpianski, Pável Medvédev. De pie: Konstantín Váguinov y su esposa (Leningrado, mediados de la década de 1920).

Valentín Nikoláievich Volóshinov (en ruso, Валенти́н Никола́евич Воло́шинов; San Petersburgo, 1895-Leningrado, 13 de junio de 1936) fue un lingüista ruso, miembro del llamado Círculo de Bajtín, junto a Mijaíl Bajtín y Pavel Medvedev. Es uno de los principales referentes de la teoría literaria marxista y de la teoría de la ideología.

## Biografía
Los detalles de los primeros años de vida de Volóshinov no están claros, pero se cree que nació en la familia de un abogado. En su juventud, fue miembro de la mística Sociedad de la Rosacruz, donde se hizo amigo de las famosas hermanas artistas y escritoras Anastasia Tsvetáyeva y Marina Tsvetáyeva. Incluso antes de la Revolución Rusa ya se había hecho amigo cercano de Mijaíl Bajtín, y participaba en la Escuela de Filosofía de Nevel.
Volóshinov estudió en la Facultad de Derecho de la Universidad de Petrogrado, pero sus estudios fueron interrumpidos en 1916. De 1919 a 1922, vivió en Nével, más tarde en Vítebsk, donde publicó varios artículos sobre música y dio conferencias sobre Historia del Arte y Literatura en la Universidad Proletaria, fundada por Pável Medvédev en Vítebsk. En 1922, siguiendo a Medvédev, regresó a Petrogrado, donde, después de que él y Bajtín se mudaran allí en la primavera de 1924, continuaron su estrecha relación. Interpretó poemas y bocetos musicales en el salón de la pianista María Yúdina.
Después de graduarse en la Universidad de Leningrado en 1924, fue estudiante de posgrado en el Instituto de Investigación de Historia Comparada de la Literatura y las Lenguas de Occidente y Oriente, y más tarde Profesor Asociado en el Instituto Pedagógico y Universidad Herzen de Leningrado, hasta 1934.
En los últimos dos años de su vida Volóshinov estuvo gravemente enfermo de tuberculosis y se vio privado de su trabajo e incluso de la lectura a causa de la enfermedad. Murió en un sanatorio para personas con esta enfermedad en Détskoye Seló (Leningrado), en 1936.

## El marxismo y la filosofía del lenguaje
La obra principal de Volóshinov es El marxismo y la filosofía del lenguaje (Marksizm i filosófiya yazyká), escrito  hacia fines de los años '20. Allí realiza una crítica a la lingüística contemporánea (Saussure, Vossler, Potebnyá, Steinthal) volcada al estudio del signo lingüístico abstracto y del lenguaje como un sistema de normas invariables, y desarrolla su teoría del signo ideológico, detallando en una de sus principales definiciones: 

La lengua como sistema estable de formas normativamente idénticas es tan sólo una abstracción científica, productiva únicamente para ciertos fines teóricos y prácticos. Esta abstracción no se adecua a la realidad concreta del lenguaje. (...) El lenguaje es un proceso continuo de generación, llevado a cabo en la interacción discursiva social de los hablantes.

No se conoce la fecha exacta de la elaboración de estos textos y se ha discutido su autoría por parte de Volóshinov, ya que algunos historiadores, biógrafos y/o literatos se la han atribuido a su colega Mijaíl Bajtín; la estudiosa y traductora de Bajtín Tatiana Bubnova ha manifestado que el texto sería en realidad un apócrifo de Bajtín, aunque se abstiene de afirmar con certeza (en el prólogo del libro) que Volóshinov no participó del mismo.

## Lo sígnico y lo ideológico como bases del proceso comunicativo
Volóshinov centra su estudio en el objeto, al igual que otros autores como Roland Barthes. Todo objeto material, una vez entra en contacto con los procesos comunicativos, se convierte en otra cosa. Por tanto, sujeta que todo objeto tiene un suplemento de función, otra dimensión y refleja otra realidad. Los objetos se convierten en signos.
Piensa que el signo es muy importante así establece un relación entre signos y objetos. Los objetos, para Volóshinov, están divididos en dos dimensiones, sujeta que existen los objetos físicos, conocidos como la dimensión del objeto físico, y por otra parte, añade que el objeto tiene otras funciones aparte de ser tangible, pues se convierte en signo, a esto lo llamará la dimensión comunicativa.
En la dimensión comunicativa o ideológica, el objeto o palabra nos refleja y nos refracta a otra realidad, es decir, vemos el objeto deformado dependiendo de la perspectiva de nuestra propia visión y del ángulo concreto.
Para Volóshinov al igual que para Saussure, el signo es el sello que surge entre dos conciencias individuales organizadas socialmente. Es decir, el lenguaje no es un hecho biológico ni natural, sino un hecho social. Marx es el primero que se cuestiona la ideología. Será a partir de este momento, cuando Volóshinov trate el tema de la ideología que llegará a nuestros días, en el cual expresa que la ideología es el estudio de ideas desde un punto de vista concreto, donde es inevitable la refracción. Por tanto, siempre hay una refracción en la ideología porque en todo momento el uso del lenguaje tiene que ver con un punto de vista, pues el lenguaje pretende reflejar algo. Así mismo, Volóshinov llegará a la conclusión de que la palabra es un signo puro porque remite a distintos puntos de vista.

## El signo como acción discursiva
El hecho de que la palabra sea un signo puro y su función sea la comunicación, nos lleva a afirmar su carácter polisémico, pues tiene múltiples sentidos posibles, según dónde se exprese y cómo se exprese.
Volóshinov también habla del concepto de dialogismo, pues entiende el lenguaje como un proceso siempre unido al diálogo, pues conlleva la presencia de, por lo menos, dos conciencias individuales.
Algunas características del signo según Volóshinov son:
- Carácter multiacentuado o polisémico de la palabra. Hay que comunicar la comunicación con la comprensión. El contexto situacional es crucial para la comunicación, para el hecho comunicativo. El uso del lenguaje, en cambio, no tiene nada que ver con el establecimiento de la verdad.
- La neutralidad ideológica. La palabra es ideológicamente neutra porque no está atada a ninguna ideología concreta, una palabra puede ser utilizada en distintos ámbitos ideológicos, es decir, se puede usar un mismo significante para significados muy distintos.
- La palabra se conoce como un signo interno intrasubjetivo. La palabra entra dentro de cada persona, cada uno se habla a sí mismo a través de su lenguaje, en sus funciones comunicativas.
- Carácter de ubicuidad. La palabra acompaña todo acto existencial, está en todos los lugares y puede acompañar a todo hecho no lingüístico. Además, surge entre dos conciencias individuales. Por tanto, la palabra se convierte en un discurso intersubjetivo de carácter ubicuo.
- Carácter de entreidad de la palabra. En una comunidad concreta, utilizamos los mismos significantes: el uso del lenguaje tiene que ver con una situación concreta. Por esto es tan importante el circuito lingüístico. Si no hay un receptor concreto de lo que alguien está diciendo, siempre hay que suponer que hay un receptor aunque sea explícito y no implícito. Por esto, el uso del lenguaje abstracto no existe. El habla sería el aquí y ahora de algo, y por tanto, el contexto situacional es fundamental.

## Textos
- El discurso en la vida y el discurso en la poesía, Revista Zvezdá, 1926.
- Freudismo, Leningrado, 1927.
- El marxismo y la filosofía del lenguaje, Leningrado, 1929(?)

Su frase célebre es "el signo es la arena de la lucha de clases". Esto se sostiene ya que diferentes corrientes de pensamiento con diferentes intereses tratan de darle una valoración (a la cual llama acentuación) diferente a la palabra (signo ideológico). Por esto se dice que el signo está multiacentuado y es el ring (cuadrilátero) de lucha de diferentes posiciones o en sus palabras "la arena de la lucha de clases".

## Obra
- Valentín Volóshinov. La palabra en la vida y la palabra en la poesía. Hacia una poética sociológica. Traducción de Tatiana Bubnova. (Artículo publicado originalmente en la revista Zvezdá, N.º 6, 1926)
- Volóshinov, V. El marxismo y la filosofía del lenguaje. Madrid: Alianza Editorial, 1992. Prólogo y traducción de Tatiana Bubnova.